# Rubén Martín (futbolista)
Rubén García Ruiz (Talavera de la Reina, 12 de mayo de 1980), más conocido como Rubén Martín o Rubén García, es un exfutbolista español y actual director deportivo que jugaba en la posición de portero. Ejerció  como entrenador asistente y entrenador de porteros en Estados Unidos. Actualmente desempeña las funciones de director deportivo en la SD Huesca, en sustitución de Emilio Vega.

## Trayectoria como jugador
Tras formarse en la cantera del CD Toledo SAD durante las temporadas 1997/1998 y 1998/1999,  comenzó su carrera profesional en la temporada 1999/2000. Formando parte del equipo profesional.  Tras cuajar una excelente temporada 2001/2002  en junio de 2002  fue traspasado al Deportivo Alaves SAD de la 1.ª division española, equipo que disputó ese mismo año la copa de la UEFA. Tras no disputar suficientes minutos en el equipo vasco firmó en la temporada 2003/2004 por el Club Atlético de Madrid SAD, equipo en el que permaneció otros tres años.Tras su paso por el Club Atlético de Madrid firmó por el Albacete SAD donde jugó las temporadas 2005/2006 y 2006/2007, esta última temporada fichó por el Club de Fútbol Ciudad de Murcia SAD, con el que rescindió contrato el 30 de junio de 2007 y que posteriormente desapareció pasando a denominarse Club Granada 74 SAD.

## Trayectoria como director deportivo
En el año 2013 comenzó su carrera como entrenador de porteros (Goalkeeper Coach) en la selección nacional de fútbol de los Estados Unidos, donde dirigió el desarrollo de todos los guardametas menores de 23 años, formando parte también del organigrama de la selección en el área de scouting. De ahí pasó al New York City donde ejerció de director de la academia de porteros y por último en 2017 se unió al New England, donde estuvo hasta 2019 siendo asistente del técnico Brad Friedel.
En junio de 2019, Rubén García llega a la SD Huesca para convertirse en director deportivo del primer de equipo, formar parte activa de la transformación digital del club en esta parcela y también aportar su amplia experiencia en la formación de los jóvenes talentos del Huesca en el nuevo proyecto de la Ciudad Deportiva. Rubén García se une a Ramón Tejada, secretario técnico del club azulgrana, y que permanece en la entidad tras la salida de Emilio Vega.

## Clubes como jugador
| Club                    | País   | Año       |
| ----------------------- | ------ | --------- |
| CD Toledo               | España | 1997-1998 |
| CD Toledo               | España | 1998-1999 |
| CD Toledo               | España | 1999-2000 |
| CD Toledo               | España | 2000-2001 |
| Alavés                  | España | 2001-2002 |
| Atlético de Madrid      | España | 2002-2003 |
| Atlético de Madrid      | España | 2003-2004 |
| Atlético de Madrid      | España | 2004-2005 |
| Albacete                | España | 2005-2006 |
| Albacete                | España | 2006-2007 |
| Ciudad de Murcia        | España | 2007-2008 |
| Talavera Club de Fútbol | España | 2007-2008 |
| Alcalá de Henares       | España | 2009-2010 |